# Рунгата
Рунгата (англ. Rungata) — деревня в Кирибати. Является крупнейшим населённым пунктом на атолле Никунау.

## Описание
Рунгата расположена на атолле Никунау в архипелаге Острова Гилберта, в южной части страны, в 500 км к югу от столицы, Южной Таравы. Ближайшие деревни Манрики на юге и Табутоа на севере находится на расстоянии около 3 км, а ближайшее крупное поселение деревня Никуману находится в 6,7 км к югу от Табуэа.
Деревня Рунгата расположена на высоте 9 метров над уровнем моря. Рельеф вокруг Рунгаты плоский.
Среднегодовая температура в окрестностях составляет 24 °С. Самый теплый месяц — февраль, когда средняя температура 26°С, а самый холодный — апрель, когда 23°С. Среднегодовое количество осадков составляет 948 миллиметра. Самый влажный месяц — март, в среднем выпадает 171 мм осадков, а самый сухой — февраль, выпадает 7 мм осадков.
Климат тропический жаркий, но смягчается постоянно дующими ветрами. Как и в других местах на юге островов Гилберта, на Рунгату время от времени обрушиваются циклоны.
Население деревни сократилось с 976 (2010 год) до 847 жителей в 2015 году, затем выросло до 958 в 2020 г.
На востоке деревни находятся два соленых озера, остатки бывшей лагуны. Там же находится питомник Riki Moonfish. Искусственный канал (Blasted Boat Pass) позволяет причаливать лодкам с западной стороны деревни. Рунгата является главным портом острова. В деревне расположены Совет острова Никунау, правительственные учреждения и средняя школа острова.